# جوزف رایت
جوزف رایت (به انگلیسی: Joseph Wright) (۳ سپتامبر ۱۷۳۴ الی ۲۹ اوت ۱۷۹۷)، معروف به جوزف رایت از دِربی(به انگلیسی: Derby)، نقاش منظره و پرتره‌ای انگلیسی بود. او به عنوان اولین استاد نقاشی برای بیان روح انقلاب صنعتی شناخته می‌شود.
رایت برای استفاده از اثر سایه روشن که تأکید بر تفاوت نور و تاریکی است و برای نقاشی‌های او از شمع روشن مورد توجه است. نقاشی‌های او از پیدایش علم کیمیاگری معمولاً بر اساس ملاقات‌های او با جامعه لونار است، گروهی از دانشمندان و کارخانه داران بسیار با نفوذ که در میدلند انگلستان زندگی می‌کردند، مدرک مهمی بر تقابل علم و ارزشهای دینی در دوره‌ای که به عنوان عصر روشنایی شناخته می‌شود.
بسیاری از طرح‌ها و نقاشی‌های رایت در مالکیت شورای شهر دِربی است و در موزه دربی و گالری هنر به نمایش درآمده است.

## نگارخانه

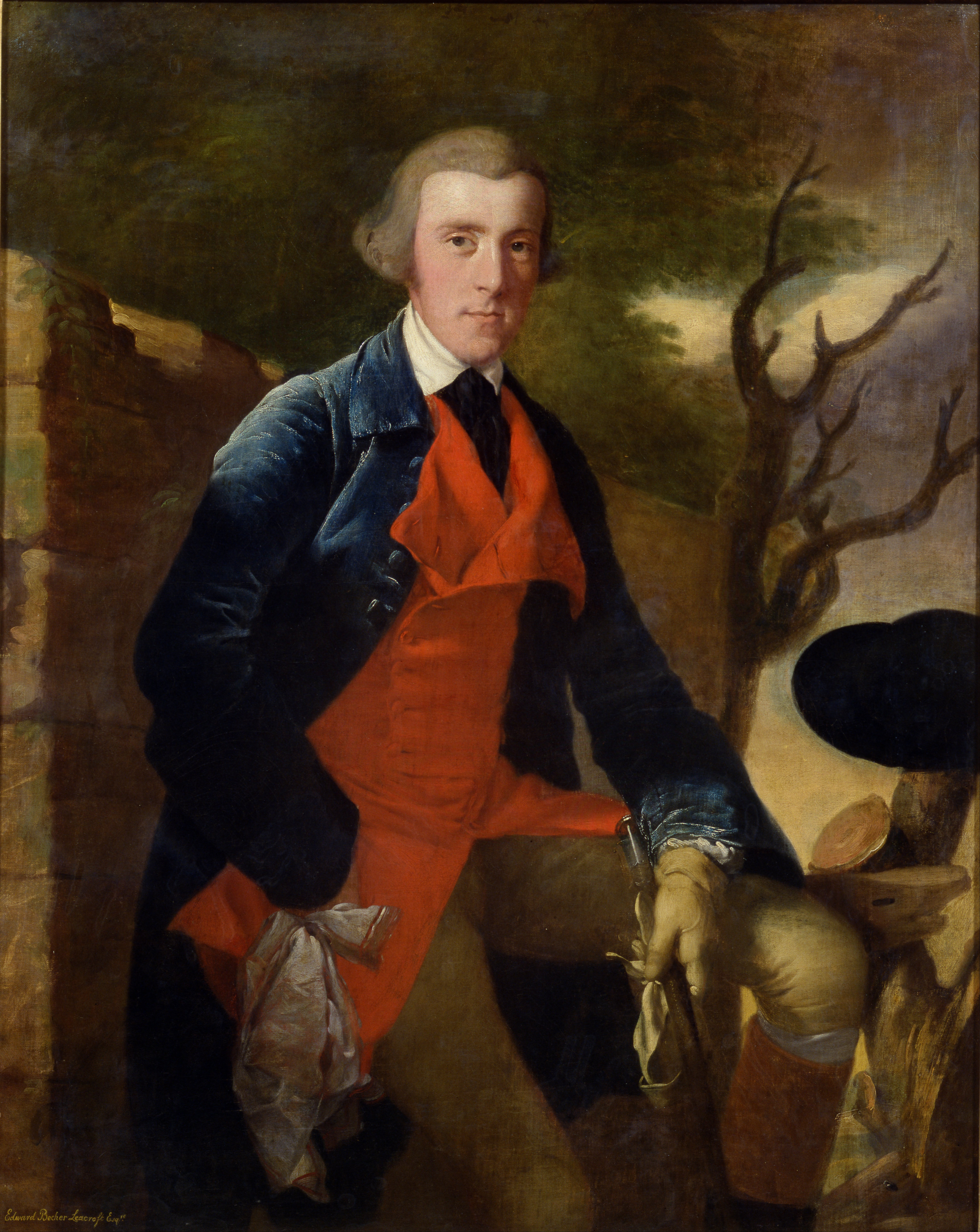
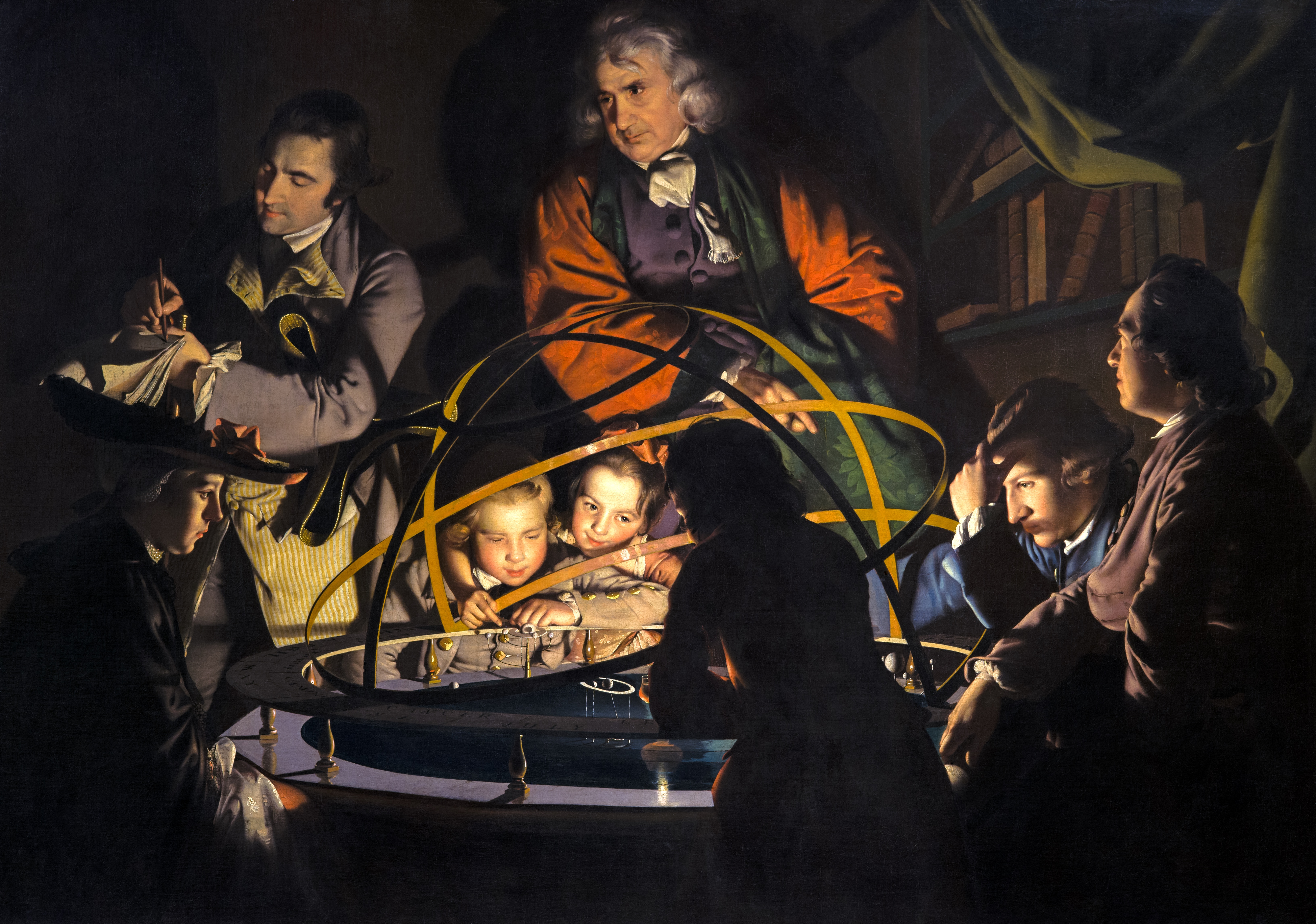
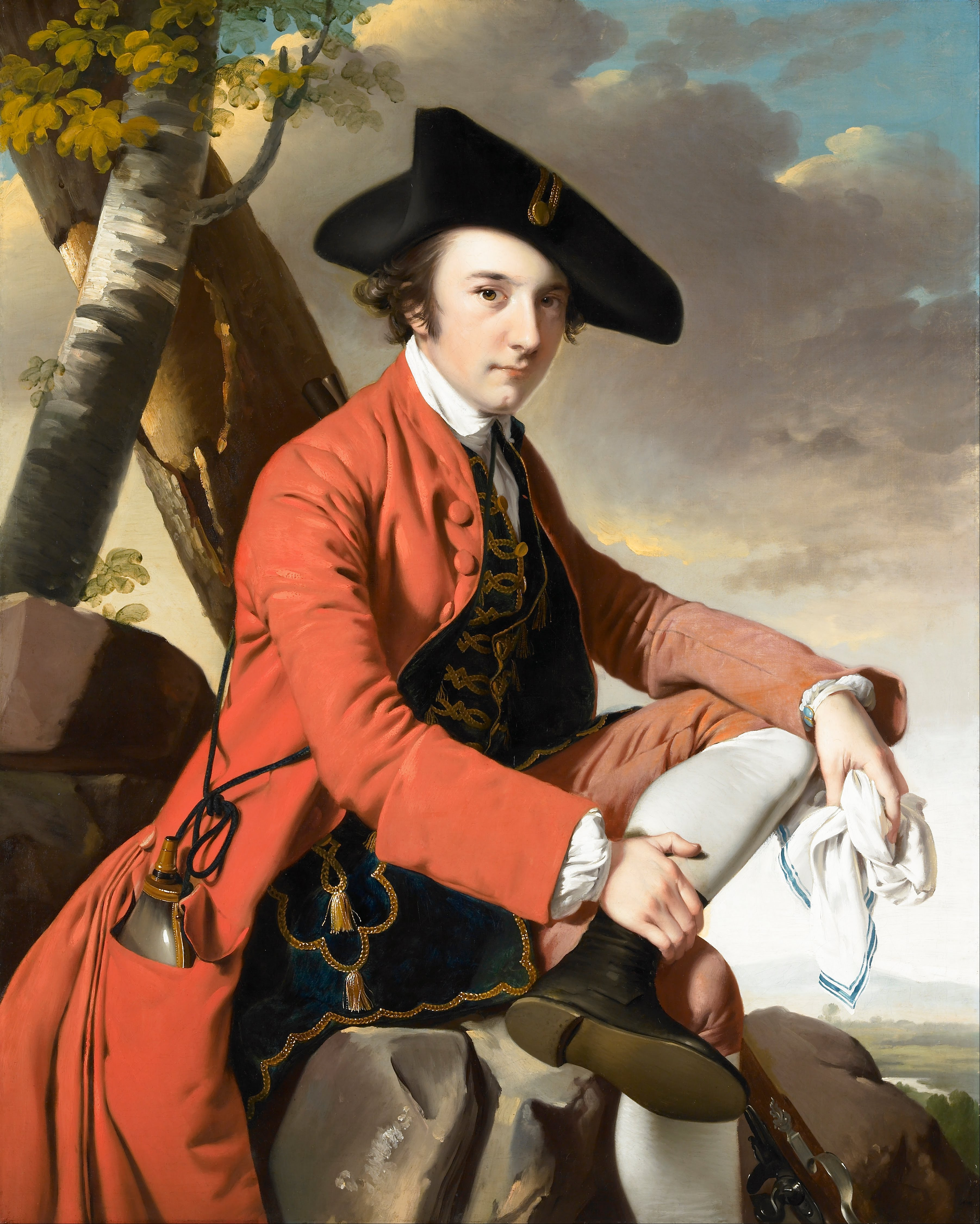
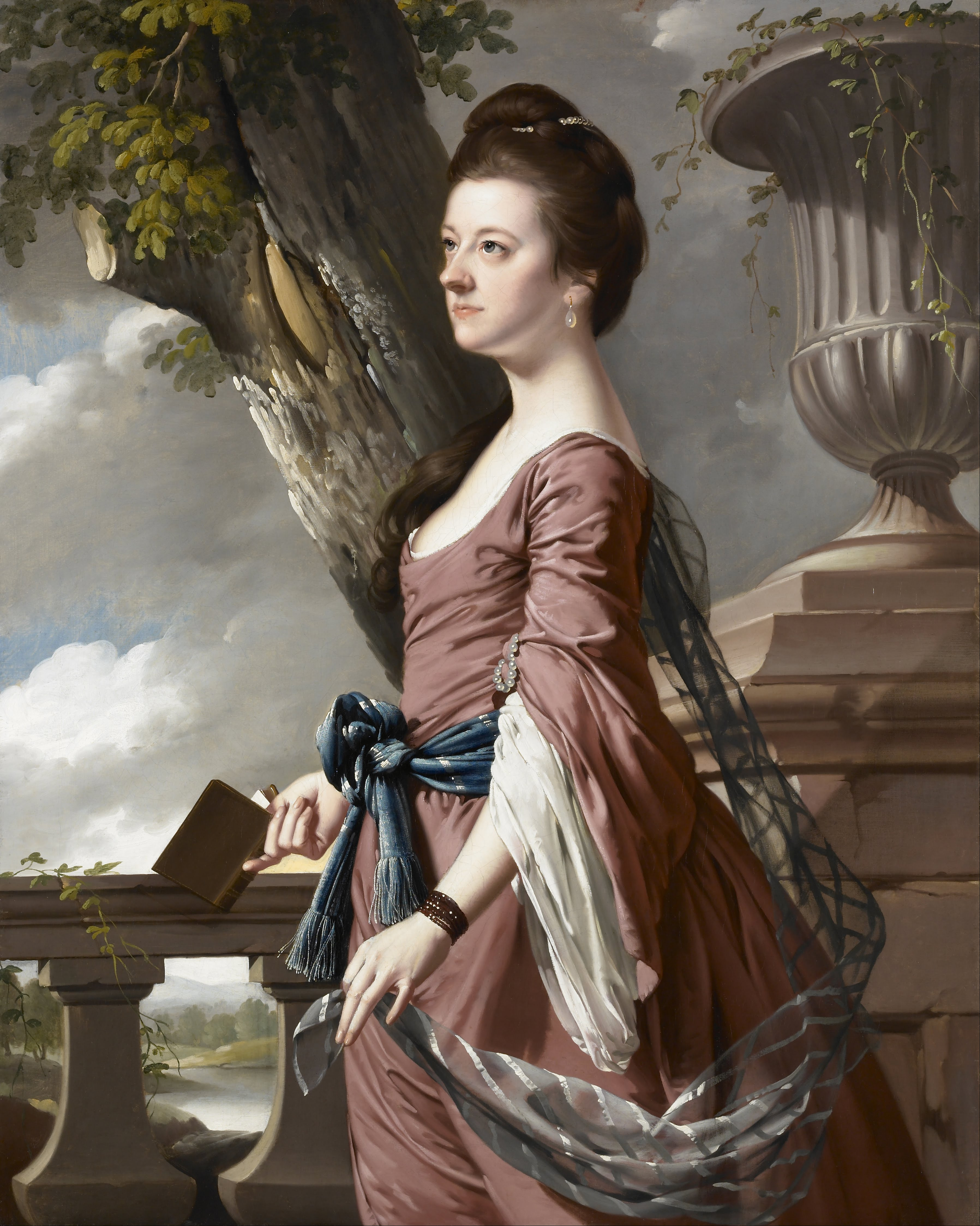
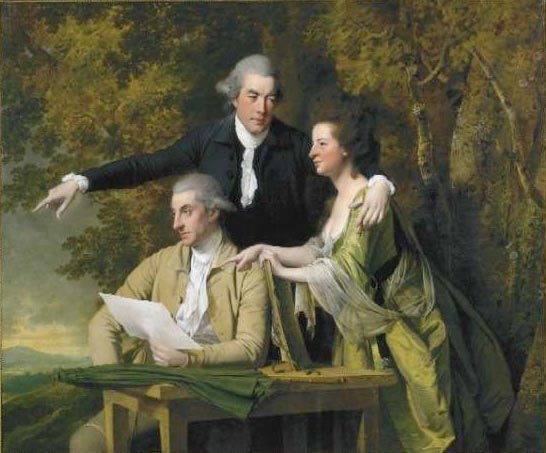
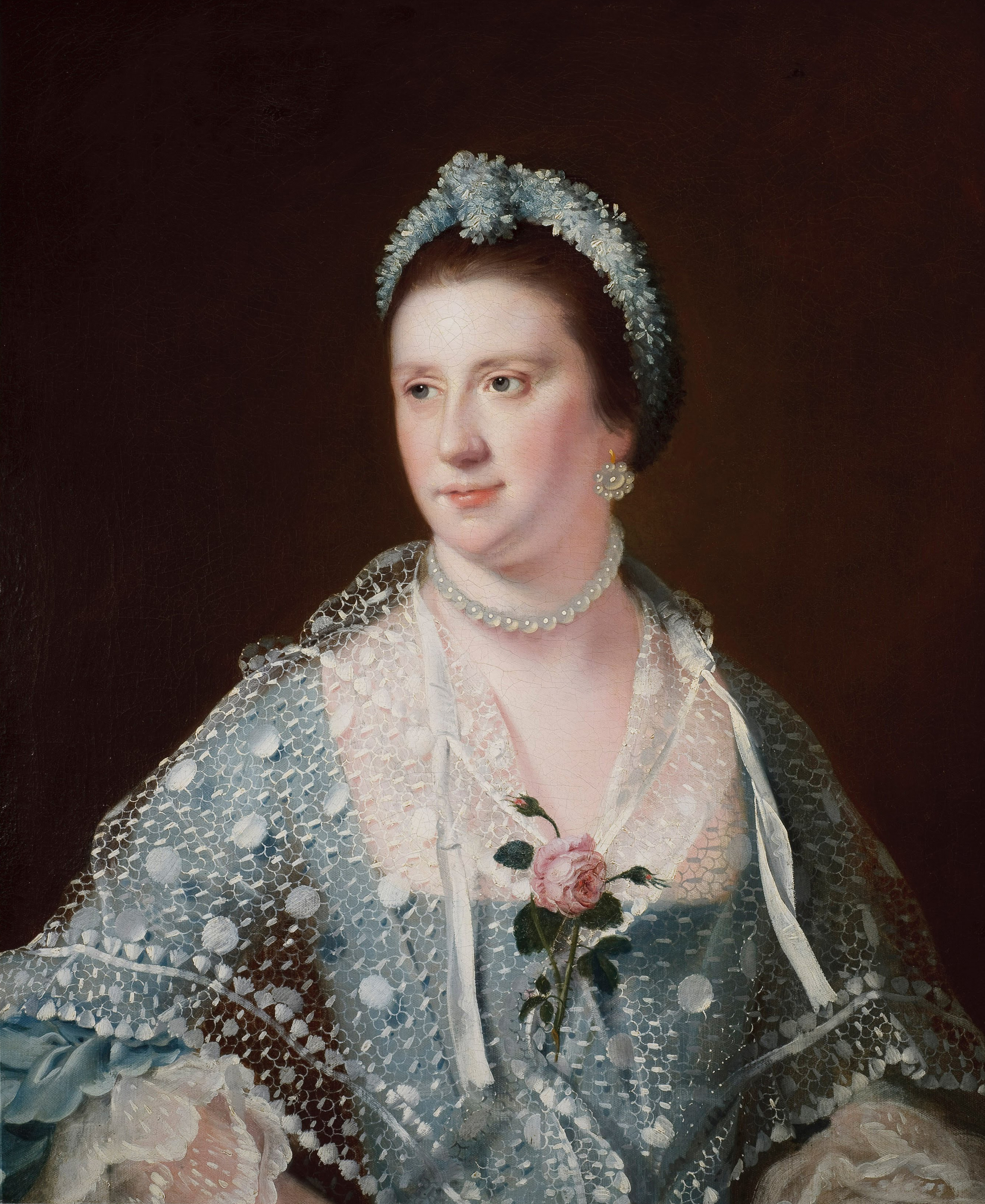